# Молодой Айвенго
«Молодой Айвенго» (англ. Young Ivanhoe) — телефильм, основанный на романе «Айвенго» Вальтера Скотта, написанном в 1819 году.
Премьера фильма состоялась 3 июля 1995 года.

## Сюжет
Эта история о похождениях ещё совсем юного мальчишки Айвенго, который только в будущем станет храбрым и знаменитым рыцарем. Молодой и отважный Айвенго ещё только познаёт все тонкости воина от своего мудрого наставника, который видит в нём очень много ловкости и потенциала. Между тем, в стране идёт раздор, между саксами и норманнами, последние из которых захватили землю отца Айвенго и он страстно хочет вернуть её обратно…

## В ролях
- Кристен Холден-Рид — Айвенго
- Стейси Кич — Пембрук
- Марго Киддер — леди Маргарита
- Ник Манкузо — Де-Бурже
- Рейчел Бланчард — Ровена
- Марек Васут —  король Ричард
- Ян Фальконер — принц Джон